# سالی میان ایرانیان
سالی میان ایرانیان (A Year Amongst the Persians) کتابی است نوشته ادوارد براون که شرح سفر ۱۲ ماهه‌اش به ایران در ۱۸۸۷-۱۸۸۸ میلادی را در بر دارد. 